# Junonia coenia

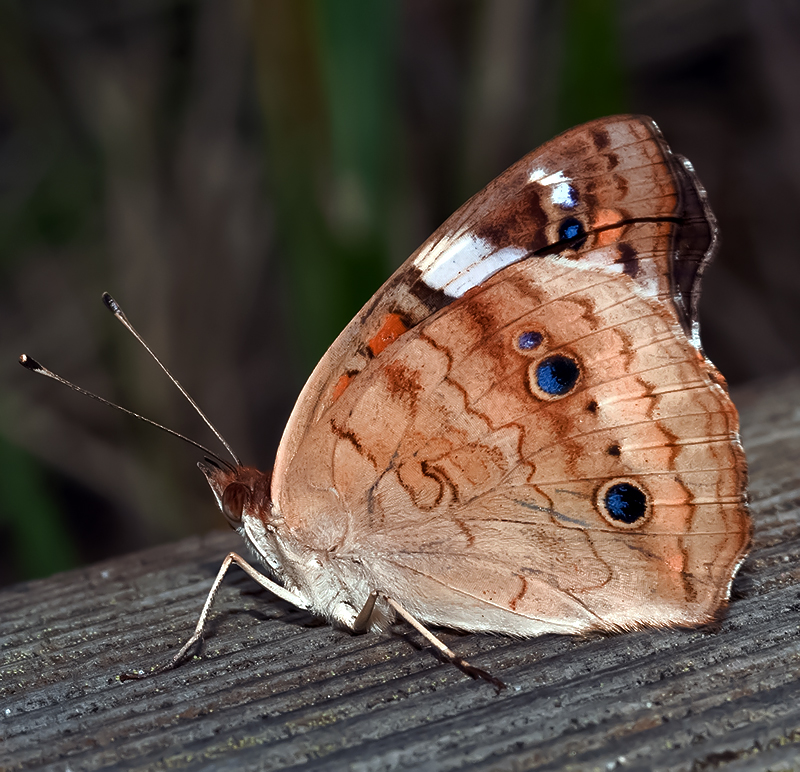
Unterseite

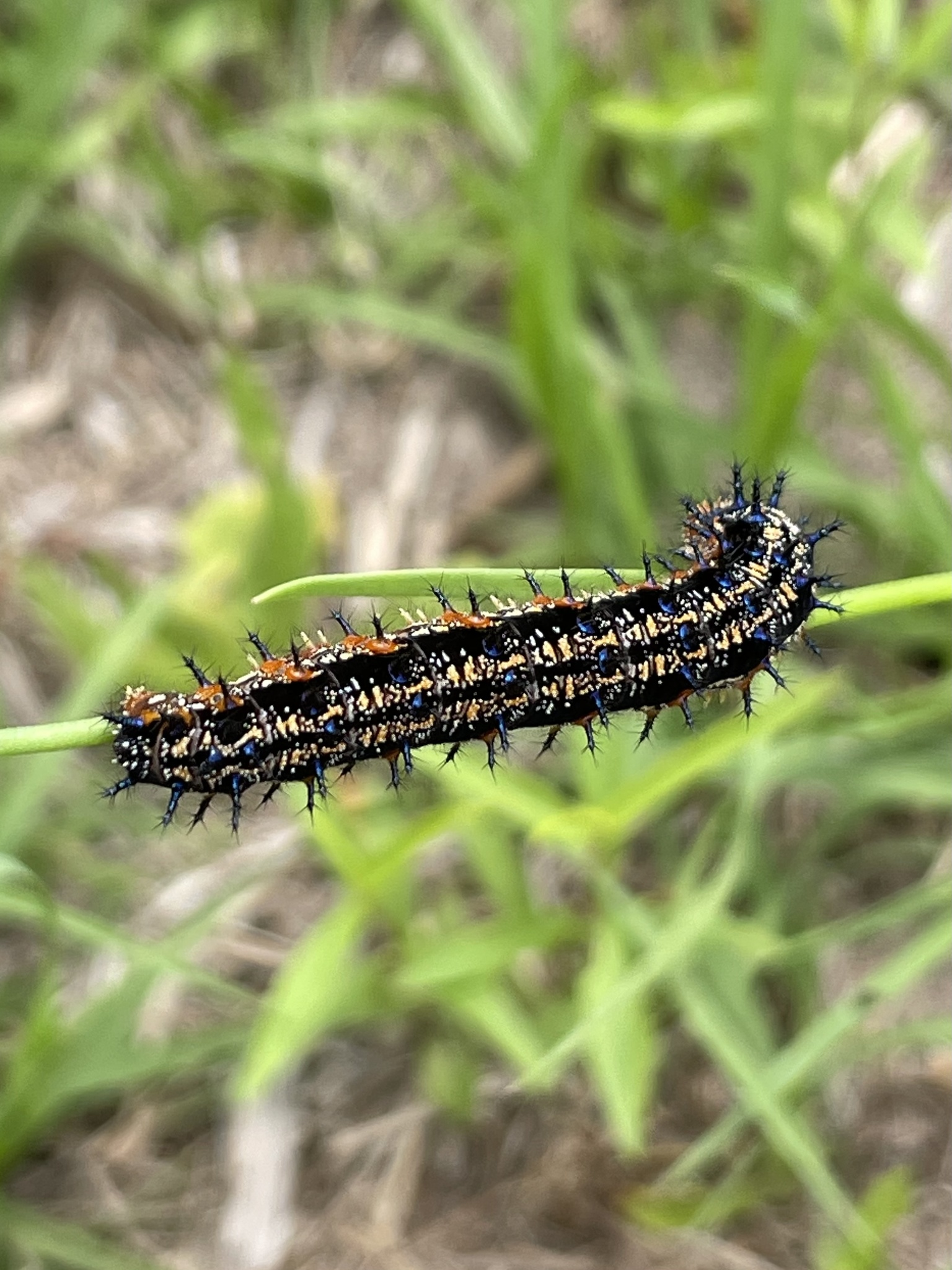
Raupe

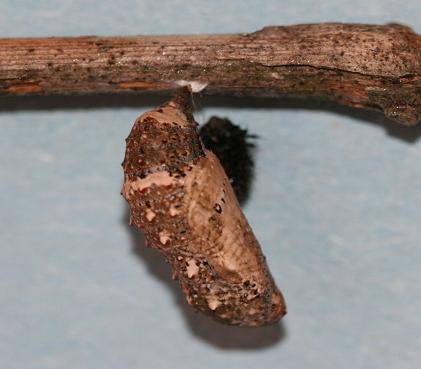
Puppe

Junonia coenia (Syn. Precis coenia), zuweilen auch als Nordamerikanisches Pfauenauge bezeichnet, ist ein Schmetterling (Tagfalter) aus der Familie der Edelfalter (Nymphalidae).

## Beschreibung

### Falter
Die Flügelspannweite der Falter beträgt 45 bis 70 Millimeter, wobei die Weibchen größer als die Männchen werden. Die Grundfarbe ist ocker- oder hellbraun. Auf den Vorderflügeln befinden sich ein sehr kleiner, bläulich gekernter Augenfleck nahe am Apex sowie ein großer, dunkler Augenfleck nahe am Tornus. Dieser ist von einem hellbraunen Ring eingefasst und zeigt einen kleinen hellblauen Fleck im Zentrum. Der Bereich um diesen Augenfleck ist weißlich bis hell gelbbraun und reicht bis zum Vorderrand. In der Mittelzelle (Diskoidalzelle) heben sich zwei längliche, rötliche, schwarz eingefasste Flecke ab. Auf den Hinterflügeln sind zwei weitere Augenflecke nahe am Außenrand zu erkennen, wobei der hintere etwas kleiner ist. Nach außen werden diese von einer orange gefärbten Binde begrenzt. Am Saum befinden sich braune, leicht gewellte Linien. Auf der zeichnungsarmen, braunen Flügelunterseite schimmert der große Augenfleck der Vorderflügel deutlich dunkel hindurch.

### Ei, Raupe, Puppe
Das dunkelgrüne Ei hat helle Streifen und wird einzeln oder in kleinen Gruppen an der Nahrungspflanze abgelegt. Die Raupen sind schwärzlich und auf jedem Segment mit weißlichen und orangen Streifen versehen. Sie weisen am ganzen Körper zahlreiche feine weißliche Punkte und schwarze Dornen auf. Die helle, cremefarbene Stürzpuppe zeigt einige rotbraune Zeichnungselemente.

### Ähnliche Arten
- Junonia evarete
- Junonia genoveva

## Verbreitung und Vorkommen
Das Verbreitungsgebiet der Art umfasst die südlichen Staaten der USA, mit einem isolierten Vorkommen in Kalifornien, sowie Mexiko, Kuba, die Bahamas und die Bermuda-Inseln. Von Junonia coenia sind mehrere Massenmigrationen bekannt. Die endemische Unterart Junonia coenia bergi auf Bermuda stammt von migrierten Faltern ab. Von Juni bis Oktober wandern die Falter auch in die mittleren und nördlichen US-Bundesstaaten und bis in den Süden Kanadas. Sie besiedeln bevorzugt offenes Gelände.

## Lebensweise
Die Falter fliegen in Florida, Texas und Kalifornien in mehreren Generationen das ganze Jahr hindurch. Im Flug gleiten sie oft zwischen den Flügelschlägen. Sie besuchen Blüten um Nektar zu saugen und feuchte Bodenstellen um Mineralien aufzunehmen. Am Boden sitzend sonnen sie sich mit offenen Flügeln und zeigen damit deutlich ihre Augenflecken. Nur bei großer Hitze schließen sie ihre Flügel. In freier Natur leben die Falter etwa 10 Tage, unter Laborbedingungen bis zu einem Monat. Die Raupen leben an einer Vielzahl verschiedener Pflanzen, dazu zählen Wegerichgewächse (Plantaginaceae), Braunwurzgewächse (Scrophulariaceae), Eisenkrautgewächse (Verbenaceae) und Akanthusgewächse (Acanthaceae). Diese Pflanzen enthalten oft giftige Iridoide, die sich sowohl in der Raupe als auch der Puppe, jedoch nicht im genießbaren Falter, nachweisen lassen.

## Densovirus
Junonia coenia gab dem Virus Junonia coenia Densovirus JcDNV aus der Gattung Densovirus seinen Namen. Neben Junonia coenia befällt es auch viele andere Insekten und ist damit für einen Genaustausch über Artgrenzen hinweg verantwortlich.